# 1894 na arte

## Monumentos
- Em Londres, é inaugurada a Tower Bridge, com a presença do então Príncipe de Gales, Eduardo VII.

## Nascimentos
| Data            | Nome             | Profissão           | Nacionalidade                              | Observações | Ref |
| --------------- | ---------------- | ------------------- | ------------------------------------------ | ----------- | --- |
| 22 de fevereiro | Victor Brecheret | escultor            | Brasil (nascido em Itália)                 | m. 1955     |     |
| 8 de março      | Wäinö Aaltonen   | artista plástico    | Império Russo (Grão-Ducado da Finlândia)   | m. 1966     |     |
| 3 de setembro   | André Hébuterne  | pintor              | França                                     | m. 1992     |     |
| ??              | António Soares   | ilustrador e pintor | Reino Unido de Portugal, Brasil e Algarves | m. 1978     |     |

## Mortes
| Data        | Nome                        | Profissão | Nacionalidade | Observações | Ref |
| ----------- | --------------------------- | --------- | ------------- | ----------- | --- |
| 11 de junho | Federico de Madrazo y Kuntz | pintor    | Espanha       | n. 1815     |     |